# Kophosphaera devolvens
Kophosphaera devolvens är en mångfotingart som beskrevs av Carl Graf Attems 1936. Kophosphaera devolvens ingår i släktet Kophosphaera och familjen Zephroniidae. Inga underarter finns listade i Catalogue of Life.